# Vítání jara

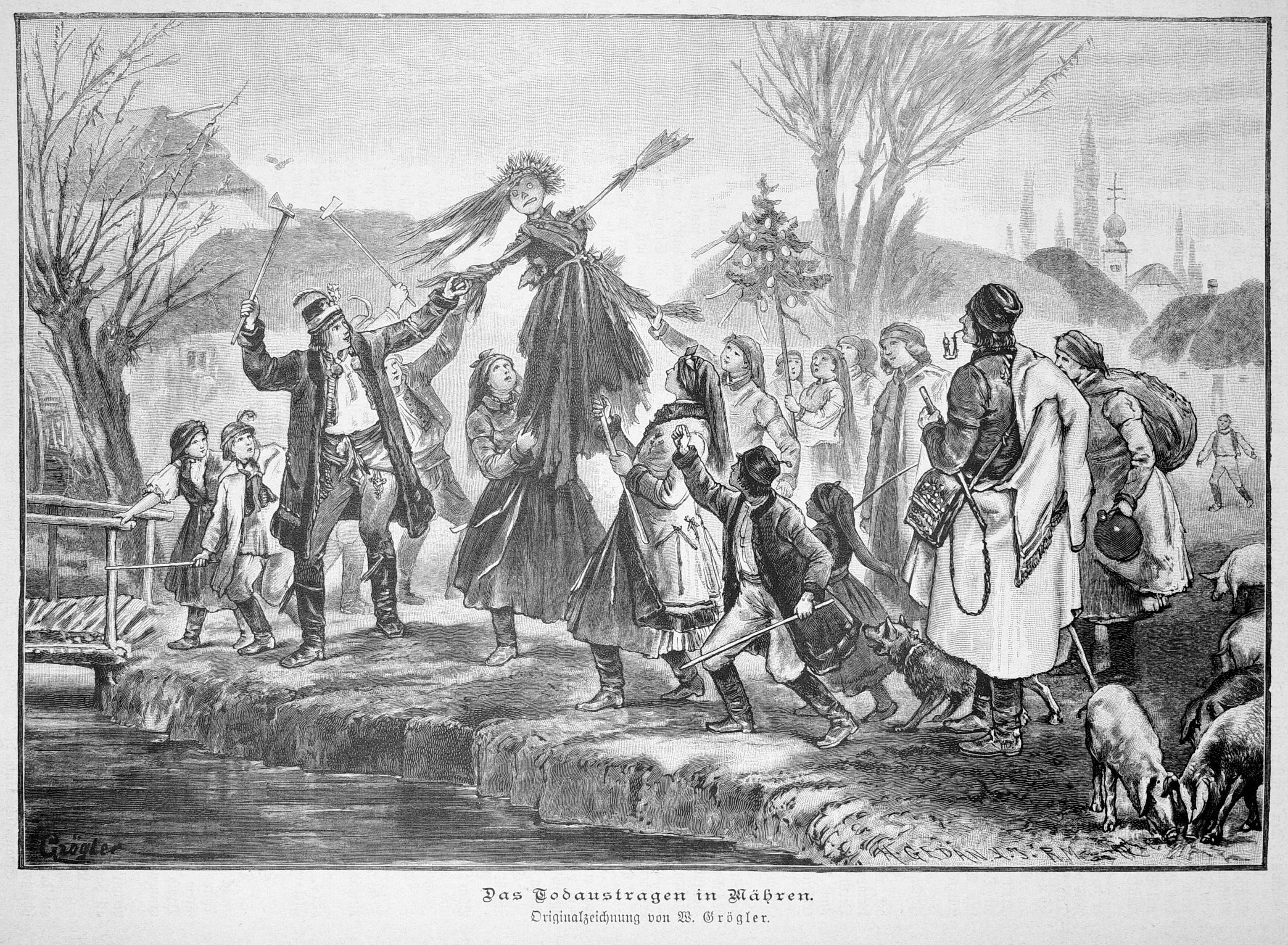
Vynášení smrti. Morava, 1887

Vynášení smrti a vítání jara je západoslovanský lidový zvyk, který byl nejpozději od roku 1366 (doklad k roku 1286 je považován za falzum) církví potírán jako přežitek pocházející z předkřesťanské éry. Jeho ústředním prvkem je slaměná figura oblečená v ženských šatech, známá pod četnými jmény jako například Morana, Morena, Marzana, Mařena, Smrt, Smrtka nebo Smrtholka. Formy jména Morana jsou užívány především na východě.
Rituál se zpravidla koná na Smrtnou neděli (dva týdny před Velikonocemi), ale někdy se také konal na postní neděli Družebnou a Květnou. V Lužici se konal na Družebnou neděli. Slavnost byla také známa v některých německých oblastech, například ve Francích, Durynsku a Sasku.
Podobné rituály pohřbívání či spalování různých figur se provádějí také během masopustu, týká se to například českého Bakcha nebo ruské Maslenice. V období letnic je zase v Rusku pohřbíván Kupalo nebo Kostroma, u jižních Slovanů German či Kalojan. Jarní vynášení smrti bylo u východních a jižních Slovanů nahrazeno oslavami jara na sv. Jiří, na kterých se více podepsal křesťanský vliv. Římskou obdobou rituálu byla slavnost Argei.

## Rituál

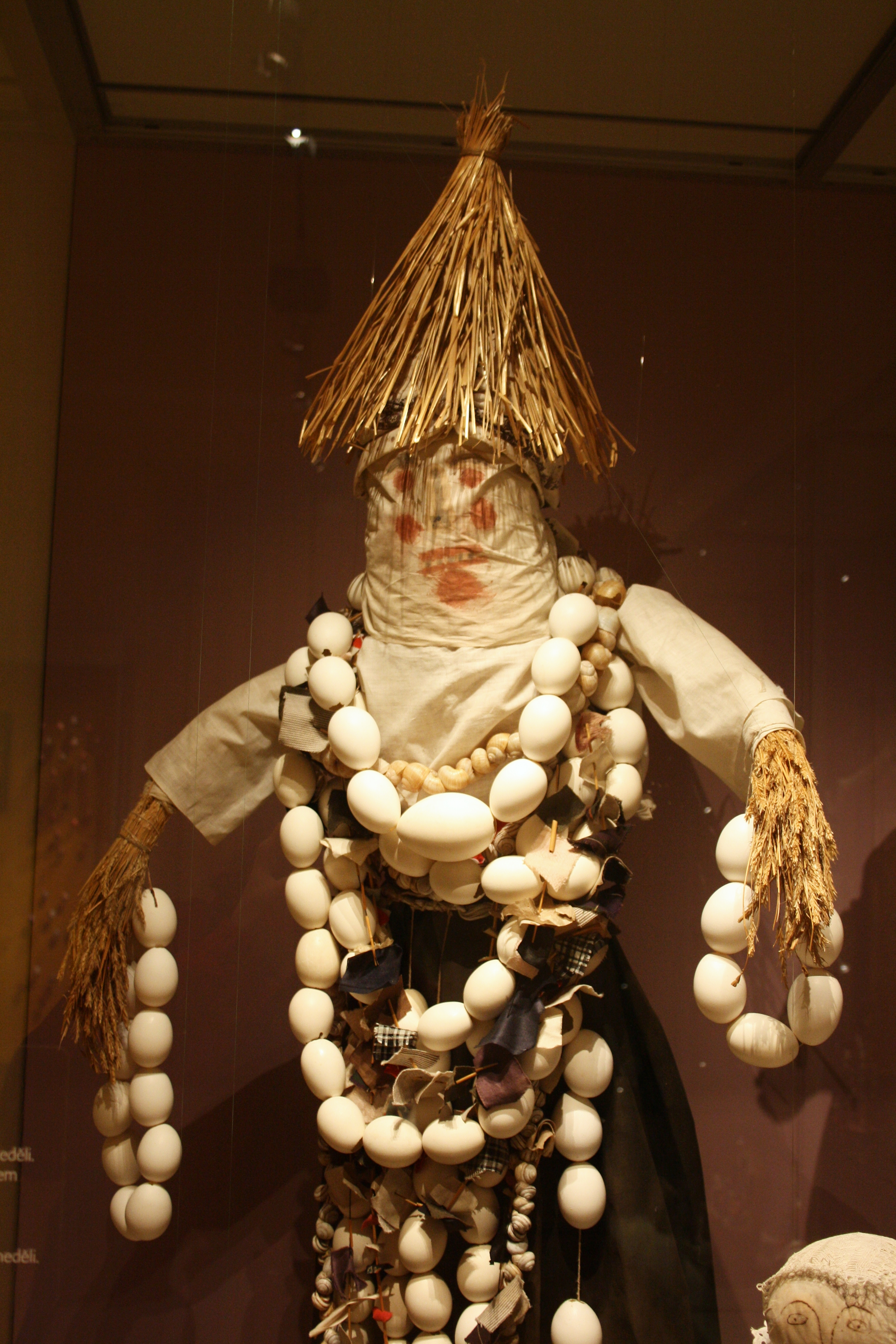
Čaramura, symbol smrti ověšený řetězy vaječných skořápek, ústřižků slámy a textilu, rekonstrukce z Ořechoviček u Brna z jara 1899

Figuru Smrtky vytvářely dívky z došku a oblékaly ji do ženských šatů nebo ovinuly do hadrů, figura byla také různě zdobena, například stuhami nebo kraslicemi. Z barev se používala především bílá a černá. Poté byla nastrčena na tyč, či prostě vzata do rukou. Jinde byla dělána z tyče obalené slámou.
Smrt je vynášena z vesnice za zpěvu obřadních písní a poté vhozena do vody či do příkopu, pálena nebo zakopávána do země. Poté se všichni rozutekli a věřili, že ten kdo doběhne do vesnice poslední, do roka zemře. Součástí slavnosti bylo také koledování. Házení do vody naznačuje, že nejspíše nejde o zničení Smrti a Zimy, ale pouze o její poslaní zpět do podsvětí, do kterého je vodní tok branou.
V Lužici byla smjerć oblečena do košile člověka, který ve vesnici zemřel jako poslední a závoje poslední nevěsty. Figuru nesla nejsilnější dívka a ostatní po ní házeli klacky a kameny. Někdy byla Smrt místo do vody házena na pozemek sousední vesnice, což vedlo ke konfliktům.
Na Moravě a ve Slezsku oblékali chlapci i Mařocha, mužskou figuru. Jedná se patrně o pozdější přídavek.

## Historie

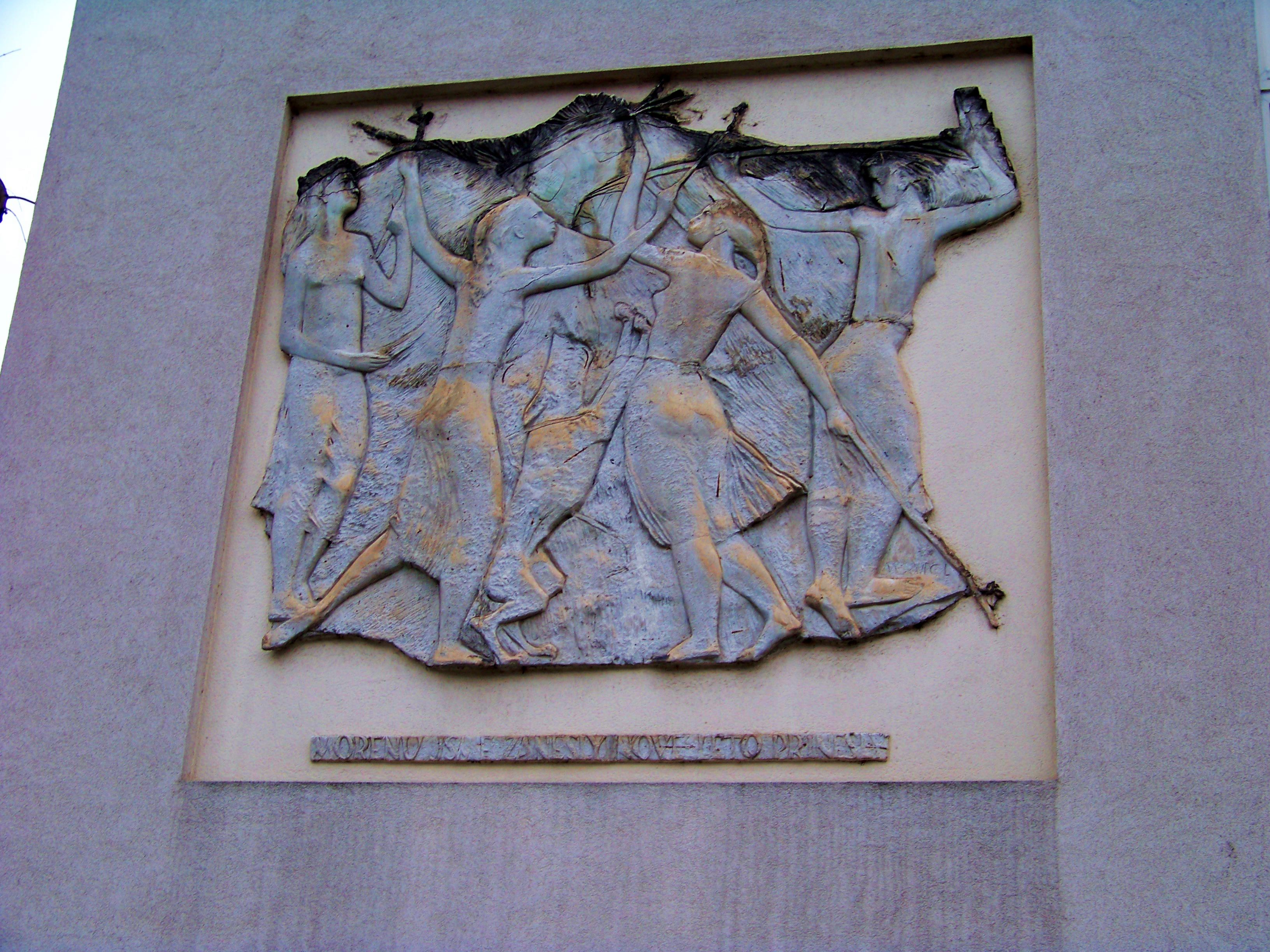
Reliéf s vynášením Morany v Ruské ulici v Praze-Vršovicích

Nejstarší písemná zmínka pochází z roku 1366 kdy synoda v Praze popisuje zvyk vynášet na jaře z obce postavu, představující smrt, za doprovodu zpěvů a her ji přinést k řece, kde je za velkého křiku utopena a lidé se jí vysmívají, že už jim uškodit nemůže. Ze zápisu vyplývá velká oblíbenost obyčeje, a to jak mezi laiky, tak duchovenstvem. Popěvky a rituály doprovázející tento zvyk odsoudila synoda jako pověrečné a přikázala kněžím, aby těm, jenž se ho účastní, zabránili v přístupu ke svátostem, dokud jim arcibiskup nestanoví vhodnou pokutu. Podobné zápovědi byly vydány i v roce 1384.
Z roku 1420 pochází zpráva z Polska o vynášení smrti na Bílou neděli a na konci 15. století zmínil kronikář Długosz topení model Dziewany a Marzany, které ztotožnil s římskými bohyněmi Dianou a Cererou. Zvyk také mylně spojil s kácením model po křtu knížete Měška.
V 15. století se objevil pod vlivem Długosze v českých zemích názor, že se jedná o zvyk převzatý z Polska a tento názor přetrvával až do 19. století. Václav Hájek z Libočan ve své Kronice České vydané roku 1541 píše:
"Když Mieska, syn Zemanislava, knížete polského, Dobravku, dceru knížete českého sobě zasnoubil, křest svatý a s ním jméno Měčislava přijal, "tu slavné bylo učiněno hodování, lid pak obecný obojího pohlaví po malém čase, rozkázáním Měčislavový, všecky modly dřevěné spálil a kamenné do vody vmetal a křest svatý na se přijímal s velikým náboženstvím. Ještě až do dnešního dne u Veliké Polště toho na památku činí děti v Družebnú neděli, udělajíce jako obraz, nesú jej na dlúhem dřevě a někdy jej na vozečku vezú a přijdúce k vodě i tam jej uvrhnú a odtud rychle domuov běží."
Postupně začala důležitost rituálu upadat a už v 19. století měl zpravidla podobu her mládeže. V Čechách byla jeho kontinuita přerušena, jeho obnově se však věnují folklórní a rodnověrské skupiny. Výjimkou jsou Suchovršice v okrese Trutnov, kde existuje nepřerušená tradice vynášení Smrti celou vesnicí, doplněná o vynášení druhé figury – Smrťáka. Rituál je kontinuálně prováděn v některých oblastech Moravy, například na Přerovsku.

## Léto
Součástí vynášení smrti bylo také přinášení nového léta, ozdobeného stromu podobného máji, nazývaného líto, letečko nebo májíček. V Polsku je nazývána Dziewanna. Vytváří se ze zeleného stromu či ratolesti zdobeného obarvenými vajíčky, stužkami, kokardami, řetízky, papírovými holubičkami a dalšími ozdobami především v červené a zelené barvě. Někdy je líto nahrazováno symbolickou panenkou nošenou v rukou, která se uchovávala na příští rok. Některé formy líta zase mají kulovitou podobu, což odkazuje na solární symboliku. Tento zvyk se v některých oblastech zachoval déle než samotné vynášení smrti.
I přinášení léta bylo doprovázeno zpěvy. Nejstarší zaznamená forma popěvku se objevila v Hospodářském kalendáři Partliciově z roku 1617 a zní:
| „ | „Již nesem smrt ze vsi, nové léto do vsi. Vítej, léto líbezné, obilíčko zelené.“ | “ |

Tato píseň se zpívala ještě v 19. století.